# Lubcz Wielki
Lubcz Wielki (pronunciación en polaco: /luptʂ ˈfjɛlkʲi/; en alemán: Groß Lubs) es un pueblo ubicado en el distrito administrativo de Gmina Krzyż Wielkopolski, dentro del Distrito de Czarnków-Trzcianka, Voivodato de Gran Polonia, en el oeste de Polonia central. Se encuentra aproximadamente a 3 kilómetros al este de Krzyż Wielkopolski, a 35 kilómetros al oeste de Czarnków, y a 80 kilómetros al noroeste de la capital regional Poznań.